# Kly
Kly jsou obec v okrese Mělník ve Středočeském kraji. Rozkládá se asi pět kilometrů jižně od Mělníka. Žije zde přibližně 1 800 obyvatel.

## Historie
První písemná zmínka o obci pochází z roku 1344. Od 28. března 2001 vzniklo v obci pět nových místních částí: Dolní Vinice, Hoření Vinice, Krauzovna, Lom a Větrušice. Obec se dostala do obecného povědomí v roce 2002 při povodních, kdy byla velmi poničena. Mezi památky této obce patří kaple na návsi s vyobrazením svatého Václava na zdi kaple. Obec má svoji vlastní velkou hasičskou stanici dobrovolných hasičů.
V obci Kly (přísl. Záboří, 962 obyvatel) byly v roce 1932 evidovány tyto živnosti a obchody: holič, 7 hostinců, 2 kováři, 2 krejčí, 3 obuvníci, 2 vývozci ovoce a zeleniny, pohodný, 2 pokrývači, 2 povoznictví, 2 řezníci, 7 obchodů se smíšeným zbožím, Spořitelní a záložní spolek pro Kly, 2 trafiky, 2 truhláři, 2 zahradnictví, zámečník.

### Povodně
Povodeň s extrémně ničivými následky zažily Kly roku 1845, kdy z obce nezůstalo stát jediné stavení. Další velká povodeň přišla v srpnu roku 2002. Opakovaně pak byla obec poškozena i o další velké povodni na Vltavě a Labi v červnu 2013.

## Obyvatelstvo
| Rok            | 1869 | 1880 | 1890  | 1900  | 1910  | 1921  | 1930  | 1950  | 1961  | 1970  | 1980 | 1991 | 2001 | 2011  | 2021  |
| -------------- | ---- | ---- | ----- | ----- | ----- | ----- | ----- | ----- | ----- | ----- | ---- | ---- | ---- | ----- | ----- |
| Počet obyvatel | 894  | 988  | 1 015 | 1 096 | 1 238 | 1 246 | 1 313 | 1 113 | 1 064 | 1 049 | 990  | 894  | 921  | 1 303 | 1 629 |
| Počet domů     | 164  | 190  | 197   | 216   | 235   | 259   | 298   | 341   | 320   | 322   | 326  | 370  | 387  | 457   | 577   |

## Obecní správa

### Územněsprávní začlenění
Dějiny územněsprávního začleňování zahrnují období od roku 1850 do současnosti. V chronologickém přehledu je uvedena územně administrativní příslušnost obce v roce, kdy ke změně došlo:
- 1850 země česká, kraj Praha, politický i soudní okres Mělník[9]
- 1855 země česká, kraj Praha, soudní okres Mělník
- 1868 země česká, kraj Praha, politický i soudní okres Mělník
- 1939 země česká, Oberlandrat Mělník, politický i soudní okres Mělník[10]
- 1942 země česká, Oberlandrat Praha, politický i soudní okres Mělník[11]
- 1945 země česká, správní i soudní okres Mělník[12]
- 1949 Pražský kraj, okres Mělník[13]
- 1960 Středočeský kraj, okres Mělník
- 2003 Středočeský kraj, okres Mělník, obec s rozšířenou působností Mělník

### Části obce
- Dolní Vinice
- Hoření Vinice
- Kly
- Krauzovna
- Lom
- Větrušice
- Záboří

Od 1. ledna 1980 do 23. listopadu 1990 k obci patřil i Tuhaň.

### Obecní symboly
Znak a vlajka byly obci uděleny rozhodnutím předsedy Poslanecké sněmovny Parlamentu České republiky dne 17. dubna 2009.

## Doprava
Dopravní síť
- Pozemní komunikace – Obcí prochází silnice I/9 Zdiby - Mělník - Česká Lípa - Rumburk. V obci končí silnice II/331 Nymburk - Lysá nad Labem - Stará Boleslav - Kly.
- Železnice – Železniční trať ani stanice na území obce nejsou.

Veřejná doprava 2012
- Autobusová doprava – Na území obce měly zastávky autobusové linky do těchto cílů: Brandýs nad Labem-Stará Boleslav, Hostín, Kralupy nad Vltavou, Mělník, Neratovice, Praha, Štětí (dopravce ČSAD Střední Čechy, a. s.), Mělník, Neratovice (dopravce Veolia Transport Praha, s. r. o.).

## Pamětihodnosti
- Štěpánský most – Obříství
- Kostel Narození Panny Marie – Záboří
- Kaple svatého Václava – Kly
- Labský jez – Kly
- Do katastrálního území obce zasahuje přírodní rezervace Úpor–Černínovsko.

## Turistika
- Cyklistika – Obcí Kly vedou cyklotrasy č. 0024 Stará Boleslav - Neratovice - Kly - Mělník - Brozánky a č. 8162 Kly - Košátky - Dřísy - Křenek.
- Pěší turistika – Místními částmi Záboří a Kelské Vinice vede turistická trasa  Mělnická Vrutice - Vavřineč - Záboří - Vinice - Mělník.